# Liste der Bodendenkmäler in Prichsenstadt
Auf dieser Seite sind die Bodendenkmäler in der unterfränkischen Stadt Prichsenstadt zusammengestellt. Diese Tabelle ist eine Teilliste der Liste der Bodendenkmäler in Bayern. Grundlage ist die Bayerische Denkmalliste, die auf Basis des Bayerischen Denkmalschutzgesetzes vom 1. Oktober 1973 erstmals erstellt wurde und seither durch das Bayerische Landesamt für Denkmalpflege geführt wird. Die folgenden Angaben ersetzen nicht die rechtsverbindliche Auskunft der Denkmalschutzbehörde.

## Bodendenkmäler der Gemeinde Prichsenstadt

### Bodendenkmäler in der Gemarkung Altenschönbach
| Lage                      | Objekt | Akten-Nr.     | Bild |
| ------------------------- | --- | ------------- | ---- |
| Altenschönbach (Standort) | Burgstall mittelalterlicher Zeitstellung. | D-6-6128-0029 |      |
| Altenschönbach (Standort) | Archäologische Befunde des Mittelalters und der frühen Neuzeit sowie Körpergräber der Neuzeit im Bereich der Evangelisch-Lutherischen Pfarrkirche von Altenschönbach.               | D-6-6128-0041 |      |
| Altenschönbach (Standort) | Archäologische Befunde des Mittelalters und der Neuzeit im Bereich des ehemaligen neuzeitlichen Wasserschlosses mit Ringmauer und Wehrturm der Vorgängerbebauung in Altenschönbach. | D-6-6128-0093 |      |

### Bodendenkmäler in der Gemarkung Bimbach
| Lage               | Objekt | Akten-Nr.     | Bild |
| ------------------ | --- | ------------- | ---- |
| Bimbach (Standort) | Jüngerlatènezeitliche Viereckschanze. | D-6-6128-0027 |      |
| Bimbach (Standort) | Siedlung vor- und frühgeschichtlicher Zeitstellung. | D-6-6128-0037 |      |
| Bimbach (Standort) | Siedlung vor- und frühgeschichtlicher Zeitstellung. | D-6-6128-0038 |      |
| Bimbach (Standort) | Archäologische Befunde der frühen Neuzeit im Bereich der Evangelisch-Lutherischen Pfarrkirche von Bimbach sowie ummauerter Kirchhof mit Körpergräbern. | D-6-6128-0096 |      |
| Bimbach (Standort) | Archäologische Befunde im Bereich der mittelalterlichen Burg sowie der frühneuzeitlichen Schlossanlage.                                                | D-6-6128-0097 |      |

### Bodendenkmäler in der Gemarkung Brünnau
| Lage               | Objekt | Akten-Nr.     | Bild |
| ------------------ | --- | ------------- | ---- |
| Brünnau (Standort) | Station des Paläolithikums sowie Siedlungen der Linearbandkeramik und des Jungneolithikums.                                                 | D-6-6128-0030 |      |
| Brünnau (Standort) | Archäologische Befunde der frühen Neuzeit sowie Kirchhof mit Körpergräbern im Bereich der Evangelisch-Lutherischen Pfarrkirche von Brünnau. | D-6-6128-0100 |      |

### Bodendenkmäler in der Gemarkung Järkendorf
| Lage                  | Objekt | Akten-Nr.     | Bild |
| --------------------- | --- | ------------- | ---- |
| Järkendorf (Standort) | Archäologische Befunde der frühen Neuzeit im Bereich der Katholischen Filialkirche St. Antonius von Järkendorf. | D-6-6127-0213 |      |

### Bodendenkmäler in der Gemarkung Kirchschönbach
| Lage                      | Objekt | Akten-Nr.     | Bild |
| ------------------------- | --- | ------------- | ---- |
| Kirchschönbach (Standort) | Archäologische Befunde des Mittelalters und der frühen Neuzeit der Vorgängerbebauung im Bereich der Katholischen Pfarrkirche St. Jakob von Kirchschönbach.                  | D-6-6128-0032 |      |
| Kirchschönbach (Standort) | Archäologische Befunde des Mittelalters und der frühen Neuzeit im Bereich des Schlosses mit Gartenanlagen in Kirchschönbach sowie untertägige Bauteile von Vorgängerbauten. | D-6-6128-0104 |      |

### Bodendenkmäler in der Gemarkung Laub
| Lage                          | Objekt | Akten-Nr.     | Bild |
| ----------------------------- | --- | ------------- | ---- |
| Laub (Standort)               | Brandgräber der Hallstattzeit und Siedlung der jüngeren Latènezeit.                                                      | D-6-6127-0049 |      |
| Laub (Standort)               | Siedlung der Bronzezeit und der jüngeren Latènezeit.                                                                     | D-6-6127-0051 |      |
| Laub (Standort)               | Bestattungsplatz mit Grabhügeln vorgeschichtlicher Zeitstellung.                                                         | D-6-6127-0052 |      |
| Laub (Standort)               | Bestattungsplatz mit Grabhügeln vorgeschichtlicher Zeitstellung.                                                         | D-6-6127-0053 |      |
| Laub (Standort)               | Siedlung vor- und frühgeschichtlicher Zeitstellung.                                                                      | D-6-6127-0135 |      |
| Laub (Standort)               | Siedlung vor- und frühgeschichtlicher Zeitstellung.                                                                      | D-6-6127-0136 |      |
| Laub (Standort)               | Siedlung vor- und frühgeschichtlicher Zeitstellung.                                                                      | D-6-6127-0158 |      |
| Laub (Standort)               | Archäologische Befunde des Mittelalters und der frühen Neuzeit im Bereich der Katholischen Kirche St. Nikolaus von Laub. | D-6-6127-0215 |      |
| Laub (Standort)               | Archäologische Befunde der frühen Neuzeit im Bereich der Dreifaltigkeitskapelle in Laub.                                 | D-6-6127-0216 |      |
| Laub Prichsenstadt (Standort) | Bestattungsplatz mit Grabhügel vorgeschichtlicher Zeitstellung.                                                          | D-6-6127-0291 |      |

### Bodendenkmäler in der Gemarkung Neuses a.Sand
| Lage                     | Objekt | Akten-Nr.     | Bild |
| ------------------------ | --- | ------------- | ---- |
| Neuses a.Sand (Standort) | Archäologische Befunde der frühen Neuzeit im Bereich der Katholischen Filialkirche St. Michael von Neuses a.Sand.                                  | D-6-6128-0108 |      |
| Neuses a.Sand (Standort) | Archäologische Befunde des Mittelalters und der frühen Neuzeit im Bereich des ehemaligen Wasserschlosses in Neuses a.Sand sowie Vorgängerbebauung. | D-6-6128-0109 |      |

### Bodendenkmäler in der Gemarkung Oberschwarzach
| Lage                      | Objekt | Akten-Nr.     | Bild |
| ------------------------- | --- | ------------- | ---- |
| Oberschwarzach (Standort) | Siedlung des Neolithikums und der jüngeren Latènezeit.                                                                           | D-6-6128-0008 |      |
| Oberschwarzach (Standort) | Freilandstation des Paläolithikums und des Mesolithikums sowie Siedlung der Linearbandkeramik und Brandgräber der Hallstattzeit. | D-6-6128-0009 |      |

### Bodendenkmäler in der Gemarkung Prichsenstadt
| Lage                     | Objekt | Akten-Nr.     | Bild |
| ------------------------ | --- | ------------- | ---- |
| Prichsenstadt (Standort) | Bestattungsplatz mit Grabhügel vorgeschichtlicher Zeitstellung. | D-6-6128-0036 |      |
| Prichsenstadt (Standort) | Siedlung vor- und frühgeschichtlicher Zeitstellung. | D-6-6128-0050 |      |
| Prichsenstadt (Standort) | Siedlung vor- und frühgeschichtlicher Zeitstellung. | D-6-6128-0051 |      |
| Prichsenstadt (Standort) | Archäologische Befunde des Mittelalters und der frühen Neuzeit im Bereich des Kernortes sowie im Bereich der Stadterweiterung von Prichsenstadt.                                                           | D-6-6128-0085 |      |
| Prichsenstadt (Standort) | Archäologische Befunde des späten Mittelalters und der frühen Neuzeit im Bereich der Stadtumwehrung von Prichsenstadt sowie im Bereich der inneren, die Kernstadt von der Vorstadt trennenden Befestigung. | D-6-6128-0086 |      |
| Prichsenstadt (Standort) | Archäologische Befunde des Mittelalters und der frühen Neuzeit im Bereich der Evangelisch-Lutherischen Pfarrkirche mit ehemalige befestigtem Kirchhof von Prichsenstadt.                                   | D-6-6128-0087 |      |
| Prichsenstadt (Standort) | Archäologische Befunde im Bereich der ehemalige mittelalterlichen Niederungsburg bzw. des ehemaligen frühneuzeitlichen Schlosses von Prichsenstadt.                                                        | D-6-6128-0115 |      |
| Prichsenstadt (Standort) | Freilandstation des Mesolithikums und Siedlung des Neolithikums sowie Wüstung des Mittelalters (Kleinschönbach).                                                                                           | D-6-6128-0116 |      |

### Bodendenkmäler in der Gemarkung Rüdern
| Lage              | Objekt | Akten-Nr.     | Bild |
| ----------------- | --- | ------------- | ---- |
| Rüdern (Standort) | Archäologische Befunde des späten Mittelalters und der frühen Neuzeit im Bereich des ehemaligen Klosters Ilmbach und des neuzeitlichen Jagdschlosses. | D-6-6128-0111 |      |

### Bodendenkmäler in der Gemarkung Schallfeld
| Lage                  | Objekt                   | Akten-Nr.     | Bild |
| --------------------- | ------------------------ | ------------- | ---- |
| Schallfeld (Standort) | Siedlung der Bronzezeit. | D-6-6128-0034 |      |

### Bodendenkmäler in der Gemarkung Stadelschwarzach
| Lage                        | Objekt | Akten-Nr.     | Bild |
| --------------------------- | --- | ------------- | ---- |
| Stadelschwarzach (Standort) | Siedlung der römischen Kaiserzeit. | D-6-6127-0054 |      |
| Stadelschwarzach (Standort) | Archäologische Befunde des Mittelalters und der Neuzeit im Bereich der Katholischen Kirche St. Bartholomäus von Stadelschwarzach mit Kirchenburg. | D-6-6127-0219 |      |
| Stadelschwarzach (Standort) | Siedlung der Linearbandkeramik. | D-6-6128-0033 |      |
| Stadelschwarzach (Standort) | Siedlung vor- und frühgeschichtlicher Zeitstellung.                                                                                               | D-6-6128-0039 |      |